# Jedutun

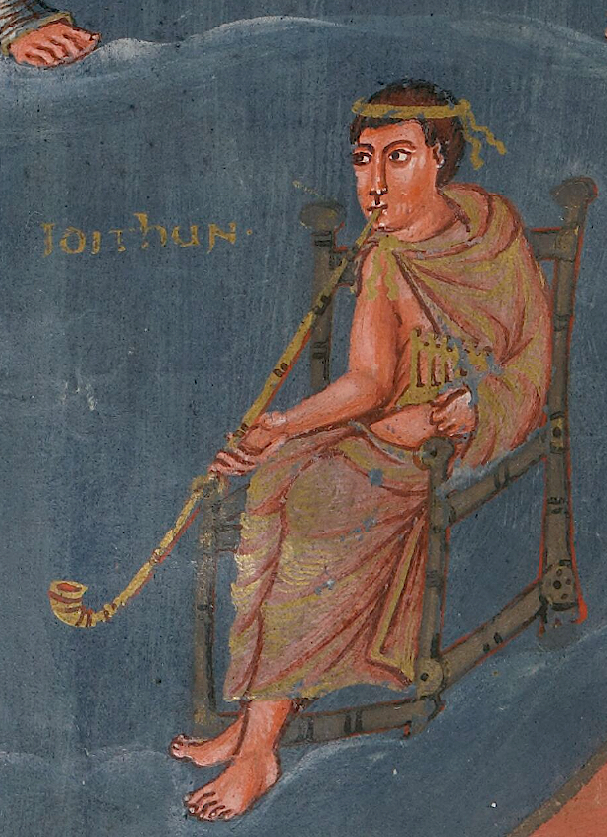
Um 845 n. Chr., Frankreich. Jeduthun wurde dargestellt, wie er dieses Instrument spielte, das die Form einer iberischen Trompete hatte, aber möglicherweise eine Rohrflöte war. Aus der Vivian-Bibel.

Jedutun, auch Jeduthun, ist im Tanach ein Levit aus der Familie der Merariter, Gesangsmeister Davids und Ahnherr der nachexilischen Tempelgilde der Söhne Jedutuns. In seinem Amt als Musiker wird er auch als Prophet bezeichnet (1 Chr 25,1 ). Seine Nachfahren waren Torwächter und/oder Sänger. Durch die Überschriften werden drei Psalmen Jedutun zugeordnet. Eine Gleichsetzung von Jedutun mit Etan wird angenommen.

## Name
Jedutun, hebräisch יְדוּתוּן jədūṯūn bzw. יְדֻתוּן jəduṯūn und יְדִיתוּן jədîṯūn, geht vermutlich auf die Wurzel ידה jdh „loben, preisen“, „bekennen“ mit der aus -ōn entstandenen Endung -ūn zurück. Ob es sich um einen Namen oder die Bezeichnung einer Singweise handelt, lässt sich nicht klären.
Die Septuaginta gibt seinen Namen mit Ιδουθων Iduthōn, Ιδειθων Ideithōn, Ιδιθουν Idithun u. a. wieder. Die Vulgata schreibt konsequent Idithun.

## Biblischer Bericht
Bei Jedutun handelte es sich offensichtlich um einen Tempeldiener, -sänger und Priester. Mit dem Geschlecht Heman trat das Geschlecht Jedutun im ausgehenden 4. Jahrhundert, der Zeit des Chronisten, zu den Asafiten hinzu, die vormals alleine das Sängeramt ausübten. Ihre Aufgabe bestand darin, Gott durch ihre Musik – Gesang und Instrumente – zu loben. Im Gegenüber zur Instrumentenvielfalt der vorexilischen Kultmusik werden nun ausschließlich Zimbeln, Harfen und Zithern als ihre Instrumente genannt (1 Chr 25,1  u. ö.). Asaf, Heman und Jedutun gelten dabei als Propheten durch ihre Instrumente. Trotz der Berichte in der Chronik gab es am Ersten Tempel vermutlich keine Kultsänger und das Geschlecht Jedutuns entstand erst am Zweiten Tempel.
Die Zuordnung der Sänger zum Tempelpersonal bleibt innerhalb des chronistischen Geschichtswerks uneindeutig. In Esr 2,41.70  werden die Sänger von den Leviten gesondert aufgelistet, während sie nach Neh 11,17  und 1 Chr 6  eine Gruppe innerhalb der Leviten darstellen. Möglicherweise zeigt die Divergenz einen Eingliederungsprozess. In 1 Chr 25,3  und 2 Chr 35,15  wird Jedutun durch die Bezeichnungen הַנִּבָּא hannibāʾ „der Prophetische“ und חֹוזֵה הַמֶּלֶךְ ḥōzē hammælæḵ „der Seher des Königs“ von den anderen Sängern unterschieden.
In der Chronik wird entweder Jedutun oder Etan genannt (vgl. die Identifikation in 1 Chr 6,29  und 15,17f ). Hartmut Gese geht davon aus, dass die Rangfolge Asaf-Heman-Jedutun die ältere ist und Etan um die Wende vom 4. zum 3. Jh. v. Chr. die Sängergruppe Jedutuns verdrängt hat. Gerhard von Rad vermutet, dass Etan in Jedutun umbenannt wurde, als David den Levitendienst neuordnete. Als Grund nennt er die Nennung des dritten Sängers bis 1 Chr 15,16  als Etan und ab 1 Chr 16,38  als Jedutun und ein Wortspiel mit der Wurzel ידה jdh: „... dass der, dessen Beruf es ist, לְהוֹדוֹת [ləhôdôt „zu loben“], nunmehr יְדוּתוּן [jədūṯūn] heißt.“ Sara Japhet geht vom entgegengesetzten Wechsel aus: Aus Jedutun wurde Etan. Dabei handelt es sich nach ihrer Auffassung um ein literarisches Phänomen homiletischer Natur, dass sie dem Chronisten selbst zuschreibt. Der unverständliche Name Jedutun sei durch eine Hebraisierung zu Etan geworden. Einen historisch-soziologischen Vorgang sieht sie nicht. Eine Psalterillustration aus dem 9. Jh. zeigt Etan und Jedutun als zwei verschiedene Gestalten, gemeinsam mit David, Asaph und Heman.
Es ist unklar, ob es sich bei der Zuordnung לִידִיתוּן lîdîṯūn (Ps 39,1), עַל־יְדוּתוּן ʿal jədūṯūn (Ps 62,1) bzw. עַל־יְדִיתוּן ʿal jədîṯūn (Ps 77,1) in den Psalmüberschriften um eine Verfasserangabe oder eine Liedanweisung handelt.
Als בְּנֵי־יְדֻתוּן bənê-jəduṯūn „Söhne Jedutuns“, „Nachkommen Jedutuns“ werden in 1 Chr 25,3  Gedalja, Zeri, Jeschaja, Haschabja, Mattitja und Schimi genannt.

## Wirkung
Wirkungsgeschichtlich finden sich nur vereinzelt Spuren von Jedutun. Das Neue Testament nennt keine der Kultsängergruppen. Im Babylonischen Talmud findet sich lediglich eine Erwähnung Jedutuns. Demnach habe David mit der Unterstützung der 10 Ältesten, u. a. Jedutun, das Buch der Psalmen schrieb. Im Midrasch zu den Psalmen findet Jedutun lediglich als Wort für „Gericht“, „Gesetzesvorschrift“, nicht jedoch als Name Verwendung.